# Nocelleto (Castelsantangelo sul Nera)
Nocelleto è una frazione del comune di Castelsantangelo sul Nera, in provincia di Macerata.
Si trova a 778 metri sul livello del mare nel parco nazionale dei Monti Sibillini. È collegato da una strada comunale al capoluogo di Castelsantangelo e si trova in direzione di Rapegna.

## Storia e religione
Nel Medioevo a Nocelleto era presente un castellare, ovvero una fortezza che sorvegliava la strada che lo collegava a Visso, a Gualdo ed a Norcia.
Nel XII secolo vi venne costruita la chiesa di Santa Maria Castellare, che prendeva nome appunto al predetto castellare e alla quale nel XIII secolo fu annesso un monastero, in origine benedettino e in seguito francescano. Dimorò in questo convento Angelo Clareno, per sfuggire alla persecuzione, ad opera di papa Bonifacio VIII.
Molto interessante dal punto di vista artistico è il Domo.
Nel 2016 il paese è stato quasi completamente distrutto da uno sciame sismico che ha colpito il Centro Italia, con uno degli epicentri nella vicina Castelsantangelo Sul Nera.

## Cultura e popolazione
Come nelle altre frazioni della zona la popolazione residente è minima. Nel paese non vi sono esercizi commerciali, ma c'è un ospizio. Il dialetto parlato è quello marchigiano.